# Blogový román Srdce domova
Blogový román Srdce domova je český internetový román, který napsal Michal Viewegh spolu se svými čtenáři na internetu. 
Michal Viewegh je prvním spisovatelem v České republice, který napsal román touto formou. Hlavní hrdinkou románu je třiatřicetiletá svobodná a bezdětná prodavačka kuchyní Katka. Pomalu se smiřuje s tím, že najít pravou lásku jí není souzeno. Postupně ale zjistí, že láska existuje a dokonce se i zamiluje.